# Municipio de Mound (condado de Effingham)
El municipio de Mound (en inglés: Mound Township) es un municipio ubicado en el condado de Effingham en el estado estadounidense de Illinois. En el año 2010 tenía una población de 3648 habitantes y una densidad poblacional de 37,97 personas por km².

## Geografía
El municipio de Mound se encuentra ubicado en las coordenadas 39°2′40″N 88°45′00″O / 39.04444, -88.75000. Según la Oficina del Censo de los Estados Unidos, el municipio tiene una superficie total de 96.08 km², de la cual 95,74 km² corresponden a tierra firme y (0,35 %) 0,34 km² es agua.

## Demografía
Según el censo de 2010, había 3648 personas residiendo en el municipio de Mound. La densidad de población era de 37,97 hab./km². De los 3648 habitantes, el municipio de Mound estaba compuesto por el 98,93 % blancos, el 0,08 % eran afroamericanos, el 0,05 % eran amerindios, el 0,03 % eran asiáticos, el 0,19 % eran de otras razas y el 0,71 % eran de una mezcla de razas. Del total de la población el 0,71 % eran hispanos o latinos de cualquier raza.